# جچوو
جچوو (به لهستانی: Dzieczewo}} یک روستا در لهستان است که در گمینا شمیانتکووو واقع شده‌است.